# NGC 1148
NGC 1148 (również PGC 11148) – galaktyka spiralna (Sd), znajdująca się w gwiazdozbiorze Erydanu. Odkrył ją Lewis A. Swift 10 listopada 1885 roku.